# Leiobunum hedini
Leiobunum hedini is een hooiwagen uit de familie Sclerosomatidae.